# Debashree Mazumdar
Debashree Mazumdar (bengalisch দেবশ্রী মজুমদার; * 6. April 1991) ist eine ehemalige indische Leichtathletin, die sich auf den Sprint spezialisiert hat.

## Sportliche Laufbahn
Erste internationale Erfahrungen sammelte Debashree Mazumdar vermutlich im Jahr 2010, als sie bei den Juniorenasienmeisterschaften in Hanoi mit 58,03 s in der Vorrunde im 400-Meter-Lauf ausschied. 2014 verhalf sie der indischen 4-mal-400-Meter-Staffel bei den Commonwealth Games in Glasgow mit 3:33,67 min zum Finaleinzug. Im Jahr darauf gewann sie mit der Staffel bei den Asienmeisterschaften in Wuhan in 3:33,81 min gemeinsam mit Jisna Mathew, Tintu Lukka und M. R. Poovamma die Silbermedaille hinter dem chinesischen Team und im August kam sie bei den Weltmeisterschaften in Peking mit 3:29,08 min nicht über den Vorlauf hinaus. 2017 gewann sie bei den Asienmeisterschaften in Bhubaneswar ursprüngliche die Goldmedaille im Staffelbewerb, welche aber aufgrund einer gedopten Mitstreiterin nachträglich wieder aberkannt wurde. 2021 beendete sie dann ihre aktive sportliche Karriere im Alter von 30 Jahren.

## Persönliche Bestleistungen
- 400 Meter: 53,30 s, 24. Juni 2016 in Bydgoszcz